# Johan Vilhelm Snellman
Johan Vilhelm Snellman (Stockholm, 1806. május 12. – Kirkkonummi, 1881. július 4.) finn filozófus, irodalmár, újságíró és államférfi, a XIX. századbeli Finnországban az egyik legnagyobb befolyással bíró fennomán. Jelentős hatást gyakorolt a finn nyelv helyzetére illetve a finn márka bevezetésére. Finn nemzeti filozófusnak tartják illetve a finn nemzeti öntudatra ébredés egyik legnagyobb alakjának.
A hegeli hagyományban álló gondolkodóként disszertált 1835-ben, Helsinkiben. Disszertációjának címe: „Dissertatio academica absolutismum systematis Hegeliani defensura”, azaz: 'Akadémiai disszertáció a hégeli rendszer abszolutizmusának védelmére'.
Snellman újságban kívánta terjeszteni a finn nemzeti ismereteket illetve kultúrát. A nemzeti felvilágosodás céljára, a finnesedés hívei számára, 1844 januárjában Saima néven hetilapot jelentetett meg svéd nyelven. Ez volt az első finn politikai és kulturális folyóirat a történelemben.
J. V. Snellman tiszteletére Finnországban minden év május 12-e Snellman nap illetve a Finnség napja, országszerte fellobogózással tartott nemzeti ünnep.